# Ácido sanguisorbico
Ácido sanguisorbico, es un constituyente de algunos elagitaninos. Está constituido por una unidad de ácido hexahidroxydifénico ligada por un enlace O-C a un ácido gálico. Las diferencias con sus isómeros, ácido valoneico y ácido nonahidroxytrifénico, son que el hidroxilo que une el grupo HHDP al grupo galoil pertenece al grupo galoilo en ácido valoneico, mientras que en el ácido nonahydroxytriphenico, la unidad está unida por una CC del ácido gálico.

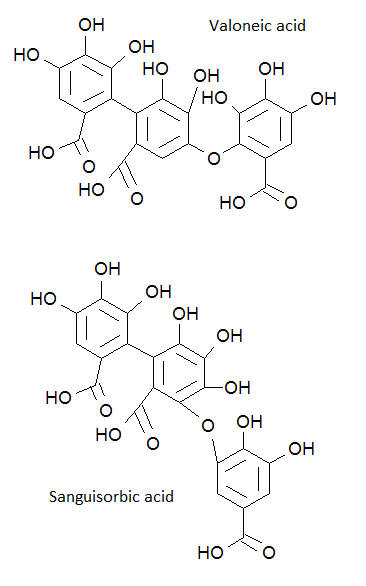
comparación de las estructuras de ácidos valoneico y sanguisorbico

Se encuentra en 2,3-O-hexahydroxydiphenoyl-4,6-O-sanguisorboyl- (α / β)-glucosa, un elagitanino se encuentra en Rubus sanctus. También se encuentra en lambertianin A, B, C y D, todos los elagitaninos encuentra en Rubus lambertianus.Rubus lambertianus.